# Шагаев, Эркин Максудович
Эркин Максудович Шагаев (12 февраля 1959, Ташкент, Узбекская ССР, СССР) — советский ватерполист. Олимпийский чемпион, заслуженный мастер спорта СССР (1980). Возглавлял сборную России по водному поло.
Окончил Ташкентский ГИФК. Кандидат педагогических наук.

## Биография
Выступал за команду «Мехнат» (Ташкент).
- Олимпийский чемпион (1980)
- Чемпион мира (1982)
- Обладатель Кубка мира (1981, 1983)
- Чемпион Европы (1983)
- Победитель турнира «Дружба» (1984).

Награждён медалью «За трудовую доблесть» и орденом «Знак почета».
После окончания игровой карьеры уехал в Австралию, где больше 20 лет занимался тренерской работой.
В декабре 2013 года возглавил мужскую сборную России.